# Crichton Castle

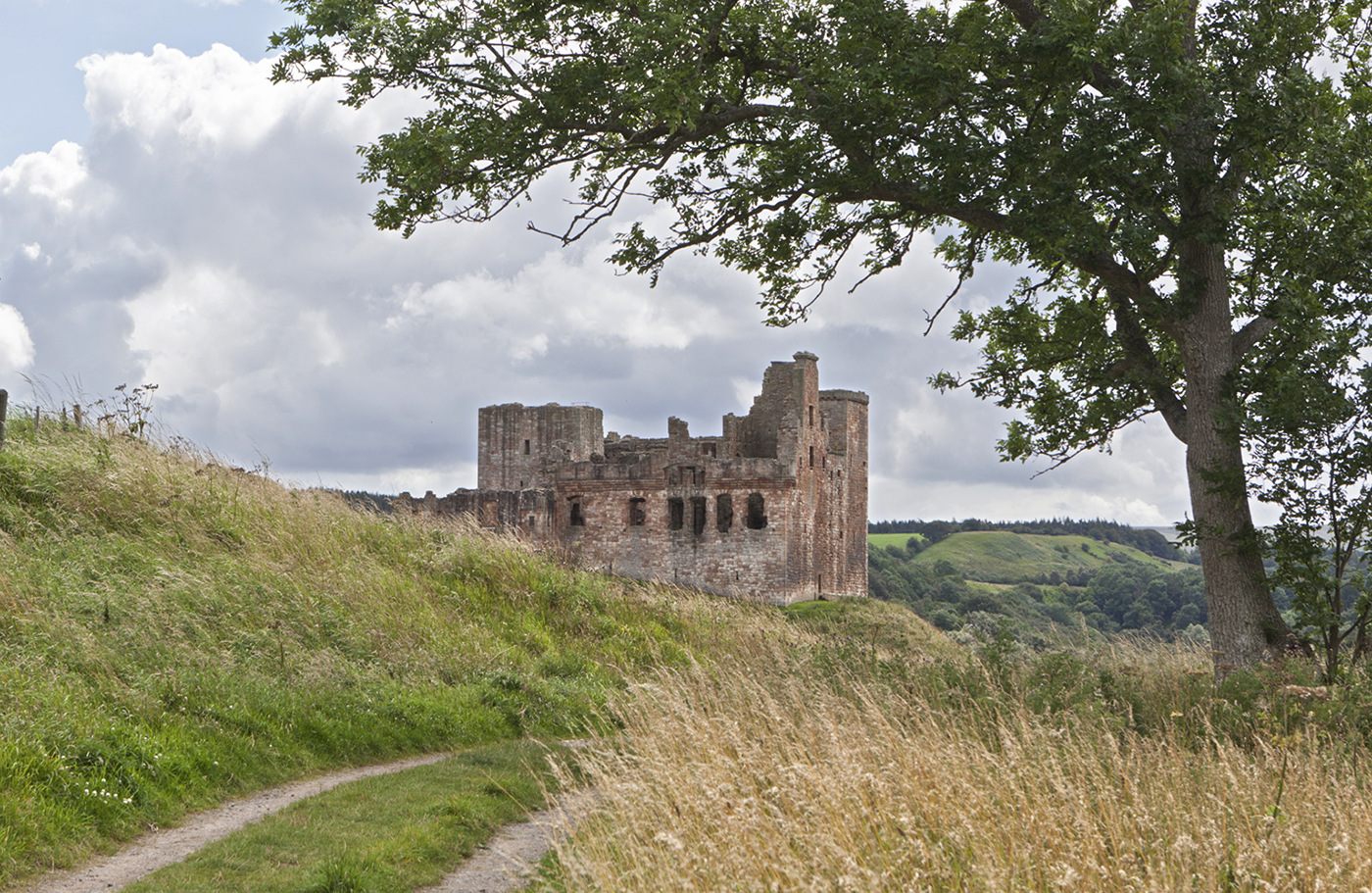
Crichton Castle

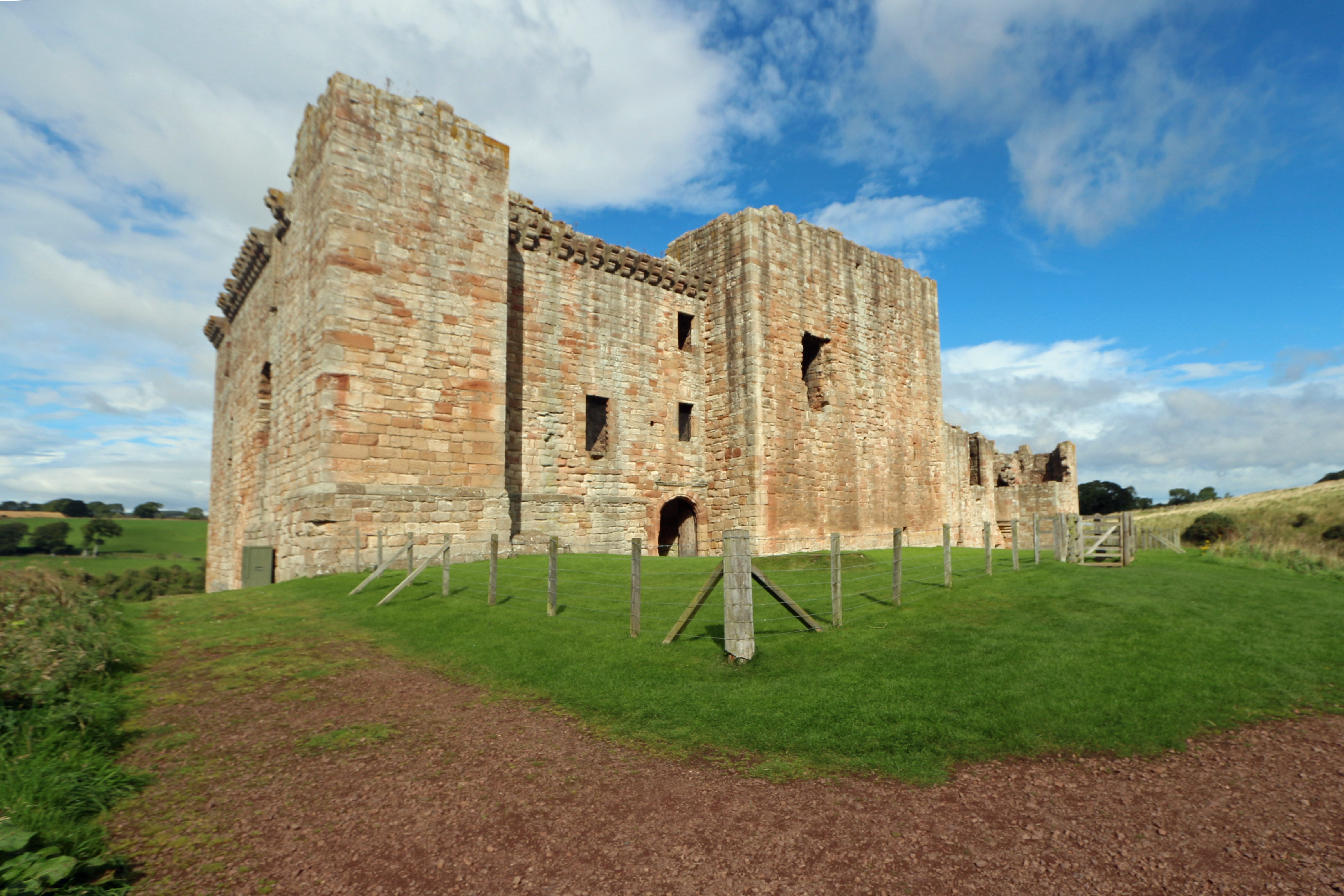
Crichton Castle

Crichton Castle ist eine Schloss- bzw. Burgruine nahe der Quelle des Tyne in Schottland beim Ort Crichton, Midlothian, südlich von Edinburgh.

## Geschichte

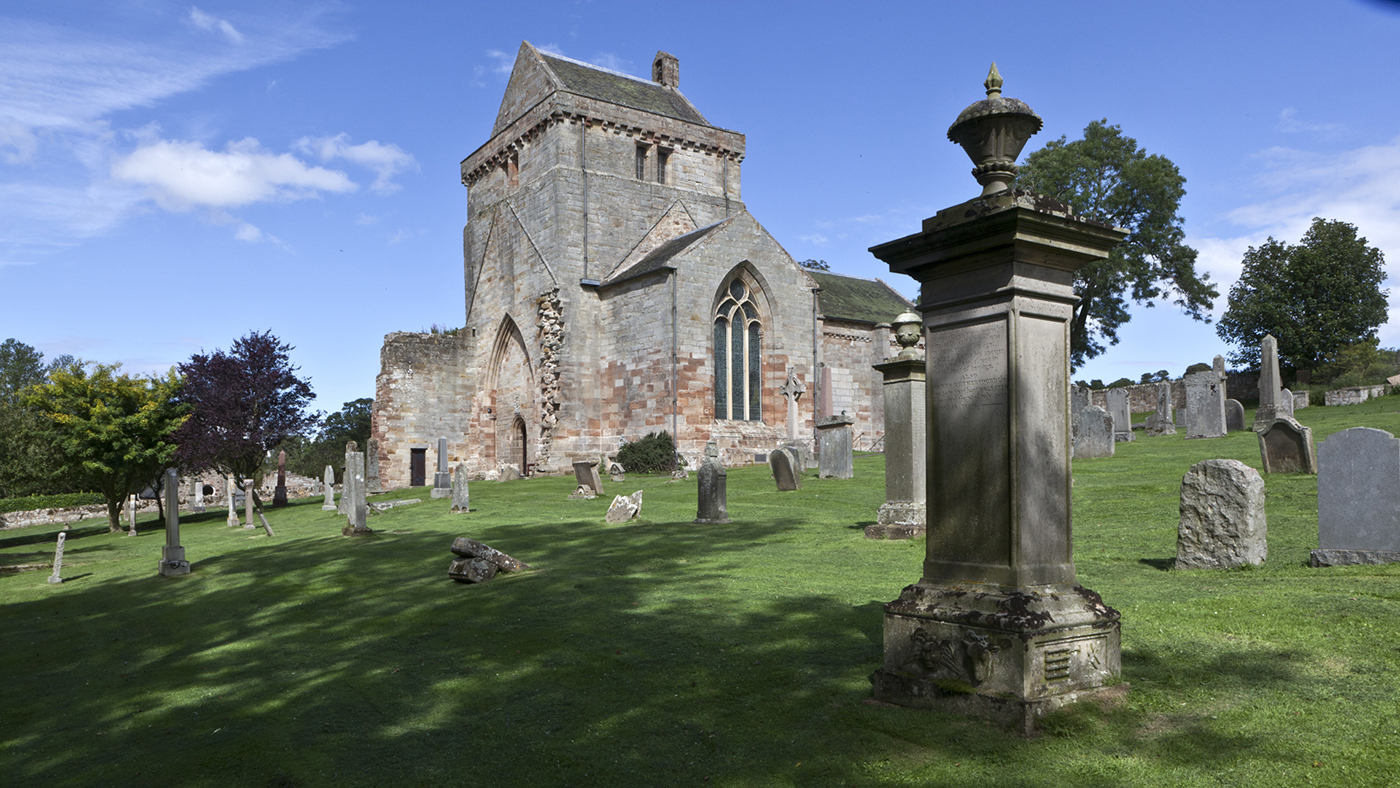
Die nahegelegene Crichton Collegiate Church

Im späten 14. Jahrhundert ließ John de Crichton ein Turmhaus als Familiensitz errichten. Sein Sohn William wurde im Jahre 1443 als Lord Crichton in den erblichen Adelsstand erhoben und diente dem Königreich Schottland als Lordkanzler. Nach der Zerstörung des Schlosses 1445, ein Racheakt dafür, dass William Crichton Mitveranstalter des sogenannten Schwarzen Essens (Black Dinner) 1440 war, an dem der Earl of Douglas ermordet wurde, ließ William das Gebäude wiederherstellen und erweitern. Gleichzeitig errichtete er die nahe gelegene Kirche.
Der dritte Lord Crichton, Anhänger von Alexander Stewart, 1. Duke of Albany, verlor 1483 nach dessen Flucht nach Frankreich Adelstitel und Ländereien. 1488 wurde Crichton Castle samt dem ebenfalls von den Crichtons erworbenen Bothwell Castle Sir John Ramsey übereignet, der allerdings 1488 seinerseits in Ungnade fiel. Der schottische König Jakob IV. schenkte den ehemaligen Besitz der Crichtons Patrick Hepburn, Lord Hailes, dem späteren 1. Earl of Bothwell. Wegen der Rolle von James Hepburn, 4. Earl of Bothwell, während der schottischen Reformation wurde Schloss Crichton belagert und vom Earl of Arran am 3. November 1560 eingenommen. 1567 war der Earl of Bothwell in die Ermordung Henry Stuarts, des Ehemanns der schottischen Königin Maria Stuart, verwickelt (wahrscheinlich der Auftraggeber) und wurde ihr dritter Ehemann. Nach der Abdankung Maria Stuarts im Juni 1567 verlor er im Dezember 1567 Titel und Güter. Diese erhielt 1568 Francis Stewart, ein illegitimer Enkel von König Jakob V. Stewart, angeregt durch eine Bereisung des Kontinents, ließ in den 1580ern nach einem eigenen Entwurf den italienisch inspirierten Nordflügel von Schloss Crichton errichten. Steward erhielt 1577 den Titel eines Earl of Bothwell, konspirierte gegen Jakob VI. und wurde wegen Hexerei angeklagt, woraufhin er Titel und Güter verlor. Nach seiner Flucht nach Neapel erhielt sein Sohn Francis Schlösser und Ländereien, litt allerdings unter den Schulden des Vaters und veräußerte schließlich Crichton an die Hepburns of Humbie.
1956 übergab der letzte Eigentümer, Major Henry Callander Schloss Crichton in die Verwaltung des Staates. Das von William Turner im 19. Jahrhundert gemalte Schloss ist mittlerweile ein „Scheduled Monument“ (geschützte archäologische Stätte) unter Verwaltung von Historic Scotland.

## Architektur

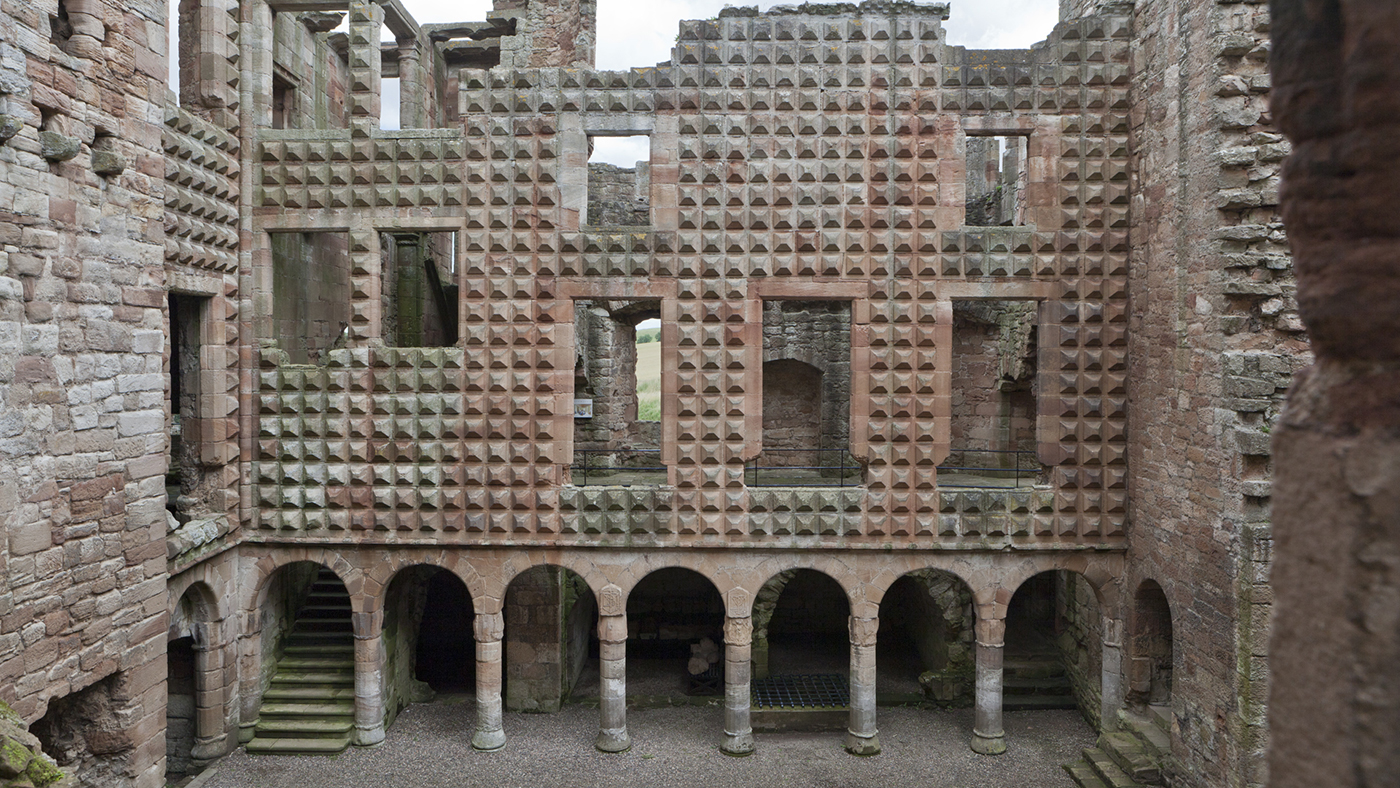
Crichton Castle, Schottland, Innenhof

Schloss Crichton besteht aus vier verbundenen Gebäuden mit einem gemeinsamen Innenhof. Östlich liegt der aus dem 14. Jh. stammende Turm mit Gewölbe-Fundament und Holz-Zwischengeschoss. Darüber befindet sich eine Gewölbehalle. Die südwestliche Turmecke ist zerstört. Bei der Erweiterung im frühen 15. Jh. wurde ein weiterer Südturm errichtet, der mit dem Tor zwischen den beiden Türmen ein L bildet. Gegen Ende des 15. Jh. wurde die Anlage um einen Westflügel mit sechsgeschossigem Turm sowie den Nordflügel erweitert. Eine Besonderheit von Schloss Crichton ist die italienisch inspirierte Nord-Fassade des Innenhofs. Sie geht auf den Palazzo dei Diamanti, 1582 in Ferrara errichtet, zurück. Ihre Oberflächengestaltung mit pyramidenförmigen Vorsprünge an Diamanten erinnern. Im Inneren der Anlage befindet sich Schottlands erstes zweiläufiges Treppenhaus (bis dahin waren Wendeltreppen üblich). Südlich des Schlosses liegt ein weiteres Gebäude, dessen Zweckbestimmung unsicher ist (Scheune, Schlachthaus oder Kapelle). Hier soll der Geist des William Crichton spuken.